# 明日傳奇集數列表
明日傳奇集數列表是關於2016年是劇集《明日傳奇》集數介紹。

## 概覽
| 季數 | 集数 | 集数 | 首播日期       | 首播日期      | 排名 | 平均收視(百萬) |
| 季數 | 集数 | 集数 | 首映           | 季终          | 排名 | 平均收視(百萬) |
| ---- | ---- | ---- | -------------- | ------------- | ---- | -------------- |
| 1    | 16   | 16   | 2016年1月21日  | 2016年5月19日 | 135  | 3.16           |
| 2    | 17   | 17   | 2016年10月13日 | 2017年4月4日  | 141  | 2.57           |
| 3    | 18   | 18   | 2017年10月10日 | 2018年4月9日  | 170  | 2.24           |
| 4    | 16   | 16   | 2018年10月22日 | 2019年5月20日 | 178  | 1.49           |
| 5    | 15   | 1    | 2020年1月14日  | 2020年1月14日 | 122  | 1.35           |
| 5    | 15   | 14   | 2020年1月21日  | 2020年6月2日  | 122  | 1.35           |
| 6    | 15   | 15   | 2021年5月2日   | 2021年9月5日  | 149  | 0.82           |
| 7    | 13   | 13   | 2021年10月13日 | 2022年3月2日  | 待定 | 待定           |

## 集數

### 第一季（2016年）
| 12 | 12 | 試播集       | 葛倫·溫特         | 葛瑞格·貝蘭提＆馬克·古根海姆＆安德魯·克雷斯伯格＆菲爾·克默                  | 2016年1月21日 | 4X6351 | 3.21 |
| 12 | 12 | 試播集       | 葛倫·溫特         | 菲爾·克默＆馬克·古根海姆＆葛瑞格·貝蘭提＆安德魯·克雷斯伯格                  | 2016年1月28日 | 4X6352 | 2.89 |
| 2166年，擁有不朽之身的超級反派汪達爾·薩維奇佔領了整個地球。為拯救人類，時間之主里普·亨特乘坐可以穿梭時空的飛船「乘波號」（）回到2016年，聯合「原子俠」雷·帕爾默、「白金絲雀」莎拉·蘭斯、「火風暴」馬丁·斯坦因、「火風暴」杰斐遜·傑克遜、「熱浪」米克·羅里、「冷凍隊長」雷歐納·史納克、「鷹俠」卡特·霍爾和「鷹女孩」肯德拉·桑德斯等超級英雄和反派組建團隊，阻止薩維奇毀滅世界。里普帶著眾人回到1975年，從奧爾達斯·博德曼教授口中得知薩維奇的專家的下落，博德曼還透露他是卡特·霍爾和肯德拉·桑德斯某個前世的兒子。與此同時，能夠時間旅行的賞金獵人克羅諾斯偷襲了里普的飛船。博德曼受傷身亡。里普向眾人坦白，克羅諾斯是受時間之主理事會的命令來追捕他，因為自己的妻子和兒子在2166年被薩維奇殺害，他私自偷走「乘波號」展開復仇行動。眾人最終決定幫助里普。他們探知在1975年的挪威存在大規模殺傷性武器。里普帶著傳奇小隊來到1975年的挪威，他們混入一場武器拍賣會，薩維奇在場內出售核彈頭。眾人被發現之後，與薩維奇的手下打鬥在一處，帕爾默在戰鬥期間丟失一塊先進武器元件。里普對此非常憤怒，這個失誤造成2016年的中央城完全覆滅。眾人分頭行動，斯坦因、傑克遜和莎拉尋找帕爾默的武器元件。帕爾默、米克和史納克尋找可以殺死薩維奇的匕首，三人被薩維奇設計囚禁，眾人前來解救。薩維奇用匕首殺死卡特，肯德拉身受重傷。里普率領眾人撤退，籌劃新戰略。 |    |              |                   |                                                                             |               |        |      |
| 3 | 3  | 血盟風雲     | 德莫特·道斯       | 馬克·古根海姆＆克里斯·菲達克                                                | 2016年2月4日  | 4X6353 | 2.32 |
| 里普在4000年前的古埃及曾有機會殺死薩維奇，但是因為猶豫不決，薩維奇反敗為勝。由於肯德拉受傷無法穿梭時空，傳奇小隊被困於1975年。莎拉提醒里普可以奪取薩維奇的財產，從而阻止他作惡。里普和莎拉來到薩維奇存錢的銀行，從他的打手口中得知薩維奇利用卡特的血液延長手下幫眾的生命。里普帶領眾人與薩維奇正面交鋒，奪回卡特的屍體。里普在與薩維奇爭鬥時向他透露了死去的妻兒名字。與此同時，處於昏迷狀態的肯德拉傷勢惡化。帕爾默身著原子俠戰衣進入肯德拉的血管之中，消除匕首碎片，肯德拉因此康復。史納克來到1975年的中央城，試圖阻止父親因盜竊珠寶入獄，以失敗告終。傳奇小隊安葬了卡特，前往1986年繼續嘗試阻止薩維奇。 |    |              |                   |                                                                             |               |        |      |
| 4 | 4  | 白衣騎士     | 安東尼奧·尼格特   | 萨拉·妮科尔·琼斯＆菲爾·克默                                                 | 2016年2月7日  | 4X6354 | 2.39 |
| 傳奇小隊來到1986年的華盛頓特區，潛入五角大樓，從一份文件中發現薩維奇指使蘇聯科學家瓦倫蒂娜·沃斯托克進行核武器研究。莎拉和肯德拉共同訓練，克制體內嗜血暴怒的野性。克羅諾斯追蹤小隊來到蘇聯，里普駕駛飛船躲過蘇聯戰鬥機的攻擊，武器命中克羅諾斯的飛船。帕爾默和史納克追蹤沃斯托克，里普發現莫斯科郊外出現時間異常。里普趕到現場，與導師扎曼·德魯斯會面。德魯斯希望里普跟隨自己回去，並謊稱可以赦免他。隨後德魯斯企圖偷襲里普，米克和火風暴趕來援助，克羅諾斯和德魯斯逃跑。斯坦因潛入沃斯托克的研究基地，看到薩維奇企圖建立一支軍隊，士兵擁有類似於火風暴的超能力。史納克獨自將熱核反應堆帶回飛船內，斯坦因、帕爾默和米克被俘。沃斯托克計劃以帕爾默和米克的性命要挾斯坦因，希望他同意配合研究。 |    |              |                   |                                                                             |               |        |      |
| 5 | 5  | 故障保險     | 德莫特·道斯       | 貝絲·施瓦茨＆葛瑞娜·卡德芙                                                  | 2016年2月18日 | 4X6355 | 2.25 |
| 在俄羅斯黑手黨的幫助下，傳奇小隊潛入古拉格營救斯坦因、帕爾默和米克。里普在行動前私下告知莎拉，一旦營救失敗，她應該射殺斯坦因，以免創造火風暴的熱核反應公式落入蘇聯手中。薩維奇在斯坦因面前對帕爾默和米克施刑，迫使他同意合作。瓦倫蒂娜得知斯坦因是火風暴的其中一半，她在熱核反應堆中與斯坦因合體，成為火風暴。史納克救出帕爾默和米克。傑克遜通過意識與斯坦因溝通，說服他與瓦倫蒂娜分離。因體內核能不穩定，瓦倫蒂娜產生爆炸。傳奇小隊在爆炸前離開蘇聯，他們的飛船在時空穿梭區遭受賞金獵人克羅諾斯的導彈襲擊。飛船迫降至2046年的星城。帕爾默和莎拉將一名綠箭俠裝扮的弓箭手誤認為奧利佛·奎恩。 |    |              |                   |                                                                             |               |        |      |
| 6 | 6  | 星城2046     | 史蒂夫·希爾       | 馬克·古根海姆＆雷·尤塔納齊                                                  | 2016年2月25日 | 4X6356 | 2.47 |
| 為修復飛船，里普、莎拉、史納克和米克前往史莫克科技大廈尋找必需的零件。中途再次遇到綠箭俠裝扮的弓箭手，莎拉得知他是約翰·迪格爾的兒子，化名為康納·霍克。他正遭受「喪鐘」史萊德·威爾森的兒子格蘭特·威爾森率領的幫眾圍攻。康納帶著莎拉和里普來到奧利佛的舊基地，與61歲的奧利佛會面。奧利佛告知他們零件的儲藏地點，但是拒絕協助他們對付格蘭特。康納被格蘭特的幫眾俘虜。莎拉說服奧利佛再次穿上綠箭俠的戰衣，在傳奇小隊的支援下，營救出康納。飛船修復之後，里普一行人再次進入時空穿梭區。與此同時，傑克遜和帕爾默都對肯德拉產生好感，遭到她的拒絕。 |    |              |                   |                                                                             |               |        |      |
| 7 | 7  | 放逐         | 格雷戈里·史密斯   | 安德森·麥肯齊＆菲爾·克默                                                    | 2016年3月3日  | 4X6357 | 2.28 |
| 為了追蹤薩維奇的行跡，里普需要升級「乘波號」的交互軟體吉迪恩。此時團隊收到另一艘時間之主飛船「冥河號」（）的求救信號，里普決定前去援救的同時，竊取該飛船上的人工智慧軟體。里普、斯坦因、傑克遜和米克登上冥河號，被時間海盜抓獲。他們為佔領乘波號，將船體擊破。莎拉和史納克試圖修復漏洞時被困於一個艙內，溫度迅速下降。帕爾默穿著原子俠戰衣進入太空修復船體。斯坦因救出里普和傑克遜，協助船長重新奪得冥河號的控制權。里普因此獲得升級軟體和薩維奇的時空地點。帕爾默和肯德拉建立戀愛關係。米克背叛了團隊，帶著時間海盜進入乘波號，被莎拉和史納克聯手擊敗。史納克將米克帶至未知地點，舉槍向他射擊。在倒敘情節中，里普的妻子原是時間之主，兩人的關係在訓練期間被理事會發覺，里普的妻子因此辭職。 |    |              |                   |                                                                             |               |        |      |
| 8 | 8  | 鷹之夜       | 喬·丹堤           | 萨拉·妮科尔·琼斯＆科爾特尼·諾里斯                                           | 2016年3月10日 | 4X6358 | 2.01 |
| 傳奇小隊來到1958年奧瑞岡州的一個小鎮，這裡發生與薩維奇有關的連環命案。斯坦因和莎拉假扮成醫生和護士潛入一名受害者就職的精神病院，莎拉發現薩維奇在醫院有個秘密實驗室。帕爾默和肯德拉假扮一對夫婦住進小鎮，發現和薩維奇成為鄰居。傑克遜結識其中一名的受害者的女友，兩人被類人鷹狀怪物攻擊。斯坦因意識到這些怪物因接觸外星隕石產生變異。傑克遜被薩維奇注射外星物質，同樣成為怪物。肯德拉計劃刺殺薩維奇，被他逃脫。傳奇小隊營救出傑克遜。斯坦因和吉迪恩研發出解藥，治愈了傑克遜和其他受害者。克羅諾斯趁眾人不備，進入乘波號，與里普等人展開攻防戰。飛船因此提前離開，將莎拉、帕爾默和肯德拉留在1958年。 |    |              |                   |                                                                             |               |        |      |
| 9 | 9  | 末日迷蹤     | 約翰·F·修沃爾特   | 貝絲·施瓦茨＆葛瑞娜·卡德芙                                                  | 2016年3月31日 | 4X6359 | 1.97 |
| 克羅諾斯破壞「乘波號」的駕駛系統之後，劫持史納克乘坐逃生艙離開。為使系統恢復正常，里普強制重啟吉迪恩，飛船暫時被困於時間流之中。與此同時，莎拉、帕爾默和肯德拉被困在過去的時間已達兩年，帕爾默和肯德拉生活在一起，莎拉重新加入刺客聯盟。飛船修復好以後，里普和剩餘成員來到1960年，與帕爾默和肯德拉會合，眾人前往南達帕爾巴特營救莎拉。莎拉此時已經效忠於拉斯·奧·古和刺客聯盟，將里普等人作為入侵者逮捕。里普要求比武審判，派出肯德拉與莎拉對戰。與此同時，史納克見到克羅諾斯原來是米克，他被時間之主理事會招募，接受訓練後成為賞金獵人。莎拉被肯德拉說服，找回自己。此時克羅諾斯來到刺客聯盟，拉斯·奧·古釋放傳奇小隊，眾人合力將克羅諾斯擊敗，發現了他的真實身份。拉斯·奧·古同意莎拉跟隨傳奇小隊離開。米克被囚禁在「乘波號」飛船內，傳奇小隊嘗試改造他。眾人前往2147年，繼續對抗薩維奇。 |    |              |                   |                                                                             |               |        |      |
| 10 | 10 | 後代         | 大衛·蓋德斯       | 菲爾·克默＆馬克·古根海姆                                                    | 2016年4月7日  | 4X6360 | 1.88 |
| 傳奇小隊來到2147年的卡茲尼亞。薩維奇此時擔當皮爾·德加頓的導師。里普透露在未來當皮爾成為卡茲尼亞企業集團掌權者之後，將釋放末日病毒，消滅地球上大部分地區的人類。薩維奇趁機殺死皮爾，征服世界。傳奇小隊決定綁架皮爾，從而阻止薩維奇的陰謀。他們的行動未能影響時間線，里普釋放了皮爾，同時懇請他不要再受薩維奇的蠱惑。皮爾回去之後殺死父親，加速釋放出病毒。與此同時，帕爾默發現他研發的原子俠戰衣此時被用來充當機械警員，效忠於薩維奇。它們由帕爾默的兄弟西德尼的後代創立的公司運營。米克向里普等人透露，時間之主成立名為「獵人」的追捕小隊，追殺包括米克在內的傳奇小隊成員。 |    |              |                   |                                                                             |               |        |      |
| 11 | 11 | 絕地八騎士   | 索爾·弗賴登塔爾   | 劇本創作 ：葛瑞格·貝蘭提＆馬克·古根海姆 故事構思 ：馬克·古根海姆            | 2016年4月12日 | 4X6361 | 1.98 |
| 為躲避獵人追捕，傳奇小隊來到1871年達科他領地的救贖鎮。里普留在飛船上研究下一步的行動計劃，其餘隊員進入小鎮。他們偶遇里普的老朋友約拿·海克斯，海克斯看出他們是時間旅行者。肯德拉在酒吧遇到一名女性，感知到自己前世的片段。帕爾默等主張為民除害，對抗傑布·斯蒂爾沃特的幫眾。肯德拉與莎拉來到那名女性的家中，發現她是自己的某一個前世。她警告肯德拉不要愛上除了卡特之外的其他人，因為最終總是以悲劇收尾。傳奇小隊奇襲斯蒂爾沃特的營地，抓獲傑布，但是傑克遜落單被捕。里普與傑布展開決鬥，擊敗對方，營救出傑克遜。獵人追捕小隊來到此處，雖然傳奇小隊暫時擊敗獵人，米克得知時間之主已經派出賞金獵人「漫遊者」，計劃逐個擊殺年輕時期的傳奇小隊成員，從而將他們從時間線上抹去。 |    |              |                   |                                                                             |               |        |      |
| 12 | 12 | 最後的避難所 | 瑞秋·塔拉蕾       | 克里斯·菲達克＆馬修·瑪拉                                                    | 2016年4月21日 | 4X6362 | 1.78 |
| 吉迪恩通過時間線上的畸變點預測漫遊者的行動計劃，傳奇小隊成功營救出青少年時期的米克和莎拉。此時吉迪恩失去漫遊者的追蹤信號，無法預測她下一步計劃對哪名成員下手。帕爾默突然感到身體疼痛，傳奇小隊前往2014年的星城，救下當時正在遭受漫遊者攻擊的帕爾默。為防止漫遊者繼續追殺其他成員，里普帶領小隊分頭綁架嬰兒時期的傑克遜、斯坦因和史納克。他們將嬰兒以及青少年時期的米克和莎拉暫時交給里普的養母照顧。漫遊者綁架了團隊成員的親人，以他們的性命要求傳奇小隊投降。里普同意交出年幼時期的自己，保證其他成員的安全。漫遊者答應了里普的請求，因此落入團隊設下的陷阱。團隊合力殺死漫遊者。肯德拉和帕爾默訂婚。里普表示只有前往2166年，在薩維奇的巔峰時期擊敗他。 |    |              |                   |                                                                             |               |        |      |
| 13 | 13 | 利维坦       | 格雷戈里·史密斯   | 萨拉·妮科尔·琼斯＆雷·尤塔納齊                                               | 2016年4月28日 | 4X6363 | 1.86 |
| 傳奇小隊來到2166年的倫敦，計劃在汪達爾·薩維奇掌控世界之前擊敗他。肯德拉認出薩維奇的一名女副官手腕上佩戴有一支手鐲，它曾屬於古埃及時期的第一世自己。肯德拉認為可以用它殺死薩維奇。史納克和米克將女副官帶至飛船中，她稱自己是薩維奇的女兒卡珊德拉·薩維奇。薩維奇派出大型機器人「利維坦」尋找女兒，馬丁和傑克遜將附近殘餘的民眾帶進飛船躲避戰火。帕爾默改變原子俠戰衣所用材料的極性，變身成巨人與利維坦戰鬥。米克將手鐲熔化到卡特的狼牙棒表層。史納克說服卡珊德拉帶著傳奇小隊前去面對殘暴的薩維奇。肯德拉使用狼牙棒擊敗薩維奇。此時她遇到卡特轉世的士兵，他被薩維奇關閉意識，只有薩維奇能夠解除封鎖，肯德拉因此沒能對薩維奇下手。里普將薩維奇和卡特帶回飛船。 |    |              |                   |                                                                             |               |        |      |
| 14 | 14 | 時間之河     | 愛麗絲·特勞       | 科爾特尼·諾里斯＆安德森·麥肯齊                                              | 2016年5月5日  | 4X6364 | 1.63 |
| 傳奇小隊研究得知薩維奇使用的機器人利維坦源自未來的科技。里普與薩維奇對話之後，證實他操縱時間。里普相信時間之主理事會將對薩維奇作出懲罰，因此帶他前往消失點。傑克遜修復了損壞的時光去動引擎，但是因遭受時光輻射，開始過早衰老。斯坦因強行將他送進逃生艙返回2016年，逆轉衰老的過程。肯德拉嘗試找回卡特的記憶，她與帕爾默之間的戀情關係因此破裂。薩維奇逃出飛船內的牢房之後，擊敗帕爾默、史納克和米克，當他準備殺死肯德拉時，卡特恢復了記憶，救下肯德拉，而卡特被薩維奇刺傷。眾人再次擊敗薩維奇。到達消失點後，里普帶著薩維奇面見時間之主理事會，呈交薩維奇操縱時間的證據。時間之主一直與薩維奇合作，他們釋放薩維奇並將他送回2166年，繼續執行他的計劃。里普及其隊友被時間之主理事會逮捕。 |    |              |                   |                                                                             |               |        |      |
| 15 | 15 | 命運         | 奧拉頓德·奧遜山米 | 劇本創作 ：馬克·古根海姆 故事構思 ：菲爾·克默＆克里斯·菲達克                | 2016年5月12日 | 4X6365 | 1.89 |
| 薩維奇帶著肯德拉和卡特回到2166年，他再次殺害里普的妻子和兒子。莎拉和史納克躲過時間之主的搜捕，他們計劃營救其餘同伴。德魯斯向里普解釋稱，時間之主幫助薩維奇的原因是只有他能夠領導人類抵抗2175年外星種族塔那加人（）的入侵。德魯斯表示時間之主通過奧核之眼（）操縱里普領導的傳奇小隊，一步步幫助薩維奇掌控世界。時間之主命令薩維奇殺害里普的家人，以達到完成預設計劃的目的。莎拉和史納克鎖定其他的時空飛船，駕駛乘波號援救里普等人。眾人決定摧毀奧核之眼，他們遭遇德魯斯以及他率領的士兵。傑克遜在2016年的馬丁的幫助下，此時駕駛逃生艙趕來增援，殺死大批士兵。史納克犧牲自己，引爆奧核之眼，德魯斯也在爆炸中喪生。薩維奇得知奧核之眼遭到破壞，理事會無法操縱時間。他決定利用飛船穿梭時空。 |    |              |                   |                                                                             |               |        |      |
| 16 | 16 | 傳奇         | 德莫特·道斯       | 劇本創作 ：葛瑞格·貝蘭提＆克里斯·菲達克 故事構思 ：菲爾·克默＆馬克·古根海姆 | 2016年5月19日 | 4X6366 | 1.85 |
| 里普將其他成員送至離開時的2016年，獨自駕駛乘波號離開。莎拉見到父親昆汀·蘭斯，得知姐姐勞蕾爾·蘭斯被達米安·達克殺死。她與其餘成員一起聯繫里普，決定共同面對薩維奇。傳奇小隊收到肯德拉發來的消息，他們前往1944年的法國去阻止薩維奇。團隊遭遇納粹軍隊，最終只救下卡特。薩維奇帶著肯德拉穿梭時空，企圖藉助於外星種族塔那加人向地球發射的三顆隕石和肯德拉與卡特的血液，將地球時間撥回至公元前1700年的古埃及，屆時他將統治世界。斯坦因注意到薩維奇的計劃，他認為由於隕石的輻射，薩維奇在靠近時會成為普通人，因此任何人都可以輕易殺死他。團隊分成三組，分別前去1958年、1975年和2021年，成功擊敗薩維奇並殺死他。帕爾默和傑克遜使用超能力摧毀兩個隕石，為阻止第三顆隕石爆炸從而摧毀地球，里普駕駛乘波號將它送進太陽。肯德拉和卡特選擇留在2016年，其他成員決定和里普繼續踏上冒險之旅，共同保護時間線。此時，美國正義協會成員「時俠」雷克斯·泰勒駕駛未來的乘波號來到眾人面前，勸告他們不要登上飛船，否則將會面臨死亡的命運。 |    |              |                   |                                                                             |               |        |      |

### 第二季（2016–17年）
| 總集數 | 集數 （季） | 標題                                        | 導演            | 編劇                                                                      | 首播日期       | 製作 代碼 | U.S.收視人數 （百萬） |
| ------ | ----------- | ------------------------------------------- | --------------- | ------------------------------------------------------------------------- | -------------- | --------- | --------------------- |
| 17     | 1           | 穿越時間 Out of Time                        | 德莫特·道斯     | 劇本創作 ：格雷格·勃蘭蒂&克里斯·菲达克 故事構思 ：馬克·古根海姆&菲尔·克默 | 2016年10月13日 | T13.20001 | 1.82                  |
| 18     | 2           | 美國正義協會 The Justice Society of America | 邁克爾·格羅斯曼 | 克里斯·菲达克&薩拉·妮科爾·瓊斯                                            | 2016年10月20日 | T13.20002 | 1.80                  |
| 19     | 3           | 幕府將軍 Shogun                             | 凱文·譚雀羅安   | 菲尔·克默&葛瑞娜·卡德芙                                                   | 2016年10月27日 | T13.20003 | 1.75                  |
| 20     | 4           | 憎惡之物 Abominations                       | 麥可·艾勞維茲   | 馬克·古根海姆&雷·尤塔納齊                                                 | 2016年11月3日  | T13.20004 | 1.75                  |
| 21     | 5           | 妥協 Compromised                            | 大衛·蓋德斯     | 寇多·史蜜茲&葛瑞娜·卡德芙                                                 | 2016年11月10日 | T13.20005 | 1.77                  |
| 22     | 6           | 非法國度 Outlaw Country                     | 雀莉·納烏蘭     | 馬修·瑪拉&克里斯·菲达克                                                   | 2016年11月17日 | T13.20006 | 1.85                  |
| 23     | 7           | 入侵！ Invasion!                            | 格雷戈里·史密斯 | 劇本創作 ：格雷格·勃蘭蒂 故事構思 ：菲尔·克默&馬克·古根海姆               | 2016年12月1日  | T13.20007 | 3.39                  |
| 24     | 8           | 芝加哥之路 The Chicago Way                  | 拉爾夫·賀梅克   | 薩拉·妮科爾·瓊斯 &雷·尤塔納齊                                             | 2016年12月8日  | T13.20008 | 2.00                  |
| 25     | 9           | 失落藝術掠奪者 Raiders of the Lost Art      | 德莫特·道斯     | 寇多·史蜜茲&克里斯·菲达克                                                 | 2017年1月24日  | T13.20009 | 1.74                  |
| 26     | 10          | 末日軍團 The Legion of Doom                 | 艾瑞克·雷紐維爾 | 菲尔·克默&馬克·古根海姆                                                   | 2017年1月31日  | T13.20010 | 1.78                  |
| 27     | 11          | 變節分子 Turncoat                           | 愛麗絲·特勞     | 葛瑞娜·卡德芙&馬修·瑪拉                                                   | 2017年2月7日   | T13.20011 | 1.77                  |
| 28     | 12          | 卡美洛/西元 3000 年 Camelot/3000            | 安東尼奧·尼格特 | 安德森·麥肯齊                                                             | 2017年2月21日  | T13.20012 | 1.64                  |
| 29     | 13          | 失落之地 Land of the Lost                   | 拉爾夫·賀梅克   | 寇多·史蜜茲&雷·尤塔納齊                                                   | 2017年3月7日   | T13.20013 | 1.54                  |
| 30     | 14          | 登月計畫 Moonshot                           | 凱文·莫克       | 葛瑞娜·卡德芙                                                             | 2017年3月14日  | T13.20014 | 1.34                  |
| 31     | 15          | 遠征之矛 Fellowship of the Spear            | 班·布雷         | 寇多·史蜜茲&馬修·瑪拉                                                     | 2017年3月21日  | T13.20015 | 1.72                  |
| 32     | 16          | 末日世界 Doomworld                          | 梅爾西·阿爾馬斯 | 雷·尤塔納齊&莎拉·赫南德茲                                                 | 2017年3月28日  | T13.20016 | 1.59                  |
| 33     | 17          | 阿魯巴 Aruba                                | 羅伯·塞登格蘭茲 | 菲尔·克默&馬克·古根海姆                                                   | 2017年4月4日   | T13.20017 | 1.52                  |

### 第三季（2017–18年）
| 總集數 | 集數 （季） | 標題                                          | 導演              | 編劇                                                                        | 首播日期       | 製作 代碼 | U.S.收視人數 （百萬） |
| ------ | ----------- | --------------------------------------------- | ----------------- | --------------------------------------------------------------------------- | -------------- | --------- | --------------------- |
| 34     | 1           | 阿魯巴聚會 Aruba-Con                          | 羅伯·塞登格蘭茲   | 菲尔·克默&馬克·古根海姆                                                     | 2017年10月10日 | T13.20602 | 1.71                  |
| 35     | 2           | 畸形秀 Freakshow                              | 凱文·譚雀羅安     | 寇多·史蜜茲&葛瑞娜·卡德芙                                                   | 2017年10月17日 | T13.20601 | 1.58                  |
| 36     | 3           | 扎里 Zari                                     | 梅爾西·阿爾馬斯   | 詹姆斯·伊根&雷·尤塔納齊                                                     | 2017年10月24日 | T13.20603 | 1.43                  |
| 37     | 4           | 手機之家 Phone Home                           | 凱文·莫克         | 馬修·瑪拉                                                                   | 2017年10月31日 | T13.20604 | 1.38                  |
| 38     | 5           | 捲土重來 Return of the Mack                   | 亞莉珊卓·勒·羅謝  | 葛瑞娜·卡德芙&摩根·福斯                                                     | 2017年11月7日  | T13.20605 | 1.52                  |
| 39     | 6           | 海倫·杭特 Helen Hunt                          | 大衛·蓋德斯       | 寇多·史蜜茲&烏巴·穆罕默德                                                   | 2017年11月14日 | T13.20606 | 1.53                  |
| 40     | 7           | 歡迎來到叢林 Welcome to the Jungle            | 梅爾西·阿爾馬斯   | 雷·尤塔納齊&泰隆·B·卡特                                                     | 2017年11月21日 | T13.20607 | 1.49                  |
| 41     | 8           | 地球X大危機（四） Crisis on Earth-X, Part 4   | 格雷戈里·史密斯   | 劇本創作 ：馬克·古根海姆&安德魯·克雷斯伯格 故事構思 ：菲尔·克默&寇多·史蜜茲 | 2017年11月28日 | T13.20608 | 2.80                  |
| 42     | 9           | 戰神Beebo Beebo the God of War                | 凱文·莫克         | 葛瑞娜·卡德芙&詹姆斯·伊根                                                   | 2017年12月5日  | T13.20609 | 1.61                  |
| 43     | 10          | 達克老爹 Daddy Darhkest                       | 德莫特·道斯       | 寇多·史蜜茲&馬修·瑪拉                                                       | 2018年2月12日  | T13.20610 | 1.51                  |
| 44     | 11          | 再度離去 Here I Go Again                      | 班·布雷           | 雷·尤塔納齊&摩根·福斯                                                       | 2018年2月19日  | T13.20611 | 1.40                  |
| 45     | 12          | 地圖騰的詛咒 The Curse of the Earth Totem     | 克里斯托弗·塔瑪羅 | 葛瑞娜·卡德芙&烏巴·穆罕默德                                                 | 2018年2月26日  | T13.20612 | 1.51                  |
| 46     | 13          | 老爹無所不在 No Country for Old Dads          | 維耶·阮           | 寇多·史蜜茲&詹姆斯·伊根                                                     | 2018年3月5日   | T13.20613 | 1.19                  |
| 47     | 14          | 奇異恩典 Amazing Grace                        | 大衛·蓋德斯       | 馬修·瑪拉&泰隆·B·卡特                                                       | 2018年3月12日  | T13.20614 | 1.26                  |
| 48     | 15          | 亡靈之石 Necromancing the Stone               | 艾波·穆倫         | 葛瑞娜·卡德芙&摩根·福斯                                                     | 2018年3月19日  | T13.20615 | 1.25                  |
| 49     | 16          | 我,伊娃 I, Ava                                | 崔迪恩            | 雷·尤塔納齊&達芙妮·麥爾斯                                                   | 2018年3月26日  | T13.20616 | 1.28                  |
| 50     | 17          | 約翰·諾伯客串演出 Guest Starring John Noble   | 拉爾夫·賀梅克     | 寇多·史蜜茲&詹姆斯·伊根                                                     | 2018年4月2日   | T13.20617 | 1.23                  |
| 51     | 18          | 好，壞和可愛 The Good, the Bad and the Cuddly | 德莫特·道斯       | 馬克·古根海姆&菲尔·克默                                                     | 2018年4月9日   | T13.20618 | 1.41                  |

### 第四季（2018–19年）
| 總集數 | 集數 （季） | 標題                                                     | 導演              | 編劇                        | 首播日期       | 製作 代碼 | U.S.收視人數 （百萬） |
| ------ | ----------- | -------------------------------------------------------- | ----------------- | --------------------------- | -------------- | --------- | --------------------- |
| 52     | 1           | 處子加里 The Virgin Gary                                 | 格雷戈里·史密斯   | 菲尔·克默&葛瑞娜·卡德芙     | 2018年10月22日 | T13.21051 | 1.00                  |
| 53     | 2           | 獵巫 Witch Hunt                                          | 凱文·莫克         | 寇多·史蜜茲&馬修·瑪拉       | 2018年10月29日 | T13.21052 | 0.94                  |
| 54     | 3           | 舞后 Dancing Queen                                       | 克莉絲汀·溫德爾   | 詹姆斯·伊根&摩根·福斯       | 2018年11月5日  | T13.21053 | 0.86                  |
| 55     | 4           | 濕熱美國麻煩事 Wet Hot American Bummer                   | 大衛·蓋德斯       | 雷·尤塔納齊&泰隆·B·卡特     | 2018年11月12日 | T13.21054 | 0.90                  |
| 56     | 5           | 塔古莫攻擊!!! Tagumo Attacks!!!                          | 亞莉珊卓·勒·羅謝  | 寇多·史蜜茲 &烏巴·穆罕默德  | 2018年11月19日 | T13.21055 | 0.91                  |
| 57     | 6           | 溫柔的內特 Tender Is the Nate                            | 崔迪恩            | 菲尔·克默& 馬修·瑪拉        | 2018年11月26日 | T13.21056 | 0.97                  |
| 58     | 7           | 不！小娃娃 Hell No, Dolly!                               | 艾波·穆倫         | 葛瑞娜·卡德芙&摩根·福斯     | 2018年12月3日  | T13.21057 | 0.93                  |
| 59     | 8           | 喵喵傳奇 Legends of To-Meow-Meow                         | 班·布雷           | 詹姆斯·伊根&雷·尤塔納齊     | 2018年12月10日 | T13.21058 | 1.10                  |
| 60     | 9           | 賭注大戰 Lucha de Apuestas                               | 安德魯·卡西       | 寇多·史蜜茲 &泰隆·B·卡特    | 2019年4月1日   | T13.21059 | 0.92                  |
| 61     | 10          | 逃亡 The Getaway                                         | 維耶·阮           | 馬修·瑪拉 &烏巴·穆罕默德    | 2019年4月8日   | T13.21060 | 0.95                  |
| 62     | 11          | 理性與感性 Séance and Sensibility                        | 亞莉珊卓·勒·羅謝  | 葛瑞娜·卡德芙&傑基·卡尼諾   | 2019年4月15日  | T13.21061 | 0.98                  |
| 63     | 12          | 茄子,女巫和魔衣櫥 The Eggplant, the Witch & the Wardrobe | 梅爾西·阿爾馬斯   | 摩根·福斯&達芙妮·麥爾斯     | 2019年4月22日  | T13.21062 | 0.85                  |
| 64     | 13          | 關鍵點 Egg MacGuffin                                     | 克里斯多福·塔瑪羅 | 詹姆斯·伊根&泰隆·B·卡特     | 2019年4月29日  | T13.21063 | 0.91                  |
| 65     | 14          | 捏住與卡住 Nip/Stuck                                     | 大衛·蓋德斯       | 雷·尤塔納齊& 馬修·瑪拉      | 2019年5月6日   | T13.21064 | 0.94                  |
| 66     | 15          | 服務條款 Terms of Service                                | 艾波·穆倫         | 葛瑞娜·卡德芙&烏巴·穆罕默德 | 2019年5月13日  | T13.21065 | 0.99                  |
| 67     | 16          | 嘿，世界！ Hey, World!                                   | 凱文·莫克         | 菲尔·克默& 寇多·史蜜茲      | 2019年5月20日  | T13.21066 | 1.05                  |

### 第五季（2020年）
| 特殊集數 |    |                                                            |                  |                                     |               |           |      |
| 68       | –  | 無限地球危機（五） Crisis on Infinite Earths: Part Five    | 格雷戈里·史密斯  | 寇多·史蜜茲&烏巴·穆罕默德           | 2020年1月14日 | T13.21908 | 1.35 |
| 一般集數 |    |                                                            |                  |                                     |               |           |      |
| 69       | 1  | 遇見傳奇 Meet the Legends                                  | 凱文·莫克        | 葛瑞娜·卡德芙&詹姆斯·伊根           | 2020年1月21日 | T13.21901 | 0.72 |
| 70       | 2  | 想我、吻我、愛我 Miss Me, Kiss Me, Love Me                 | 大衛·蓋德斯      | 雷·尤塔納齊                         | 2020年2月4日  | T13.21902 | 0.77 |
| 71       | 3  | 殺無赦 Slay Anything                                       | 亞莉珊卓·勒·羅謝 | 馬修·瑪拉 &泰隆·B·卡特              | 2020年2月11日 | T13.21903 | 0.74 |
| 72       | 4  | 在她腦袋中的時間 A Head of Her Time                        | 艾維·尤比恩      | 摩根·福斯                           | 2020年2月18日 | T13.21904 | 0.72 |
| 73       | 5  | 真人快打 Mortal Khanbat                                    | 凱蒂·洛茨        | 葛瑞娜·卡德芙&馬克·萊漢·布魯納      | 2020年2月25日 | T13.21905 | 0.74 |
| 74       | 6  | 帕克先生的死胡同 Mr. Parker's Cul-De-Sac                   | 班·布雷          | 寇多·史蜜茲&詹姆斯·伊根             | 2020年3月10日 | T13.21906 | 0.73 |
| 75       | 7  | 羅密歐對茱麗葉:正義曙光 Romeo v Juliet: Dawn of Justness   | 亞莉珊卓·勒·羅謝 | 雷·尤塔納齊&馬修·瑪拉               | 2020年3月17日 | T13.21907 | 0.67 |
| 76       | 8  | 查莉，不是查莉 Zari, Not Zari                              | 凱文·莫克        | 摩根·福斯 &泰隆·B·卡特              | 2020年4月21日 | T13.21909 | 0.65 |
| 77       | 9  | 大不列顛冒牌貨 The Great British Fake Off                  | 大衛·蓋德斯      | 傑基·卡尼諾                         | 2020年4月28日 | T13.21910 | 0.69 |
| 78       | 10 | 破船 Ship Broken                                           | 安迪·阿瑪甘尼恩  | 詹姆斯·伊根&馬克·萊漢·布魯納        | 2020年5月5日  | T13.21911 | 0.72 |
| 79       | 11 | 怪胎與宅男 Freaks and Greeks                               | 尼科·薩克斯      | 馬修·瑪拉&烏巴·穆罕默德             | 2020年5月12日 | T13.21912 | 0.66 |
| 80       | 12 | 我是傳奇 I Am Legends                                      | 安德魯·卡西      | 雷·尤塔納齊&利亞·波利奥&艾米莉·謝弗 | 2020年5月19日 | T13.21913 | 0.80 |
| 81       | 13 | 被困在那臺電視上的那些人 The One Where We're Trapped on TV | 馬克·古根海姆    | 葛瑞娜·卡德芙&詹姆斯·伊根           | 2020年5月26日 | T13.21914 | 0.76 |
| 82       | 14 | 天鵝丁字褲 Swan Thong                                      | 凱文·莫克        | 寇多·史蜜茲&摩根·福斯               | 2020年6月2日  | T13.21915 | 0.73 |

## 備註
1. ↑  2016年2月7日，第一季第4集〈白衣騎士〉在加拿大CTV電視網作為第五十屆超級盃後續節目提前播出[10]。
2. 1 2  收視率為該集在美國CW電視網播出數據。
3. ↑  2016年4月12日，第一季第11集《絕地八騎士》在加拿大CTV電視網提前播出[18]。

## 資料來源
1. ↑  Moraes, Lisa. . Deadline Hollywood. 2016-05-26  [2016-05-27]. （原始内容存档于2016-05-27）.
2. ↑  de Moraes, Lisa. . Deadline.com. 2017-05-26  [2017-05-26]. （原始内容存档于2017-05-27）.
3. ↑  de Moraes, Lisa. . Deadline.com. 2018-05-22  [2018-05-23]. （原始内容存档于2018-05-23）.
4. ↑  de Moraes, Lisa. . Deadline Hollywood. 2019-05-21  [2019-06-05]. （原始内容存档于2019-05-21）.
5. ↑  Porter, Rick. . The Hollywood Reporter. 2020-06-04  [2020-06-06]. （原始内容存档于2020-06-06）.
6. ↑  Porter, Rick. . The Hollywood Reporter. June 4, 2021  [June 6, 2021]. （原始内容存档于June 6, 2021）.
7. ↑  Porter, Rick. . TV by the Numbers. 2016-01-22  [2016-01-22]. （原始内容存档于2016-01-24） （美国英语）.
8. ↑  Porter, Rick. . TV by the Numbers. 2016-01-29  [2016-01-29]. （原始内容存档于2016-01-30） （美国英语）.
9. ↑  Porter, Rick. . TV by the Numbers. 2016-02-05  [2016-02-05]. （原始内容存档于2016-02-06） （美国英语）.
10. ↑  . Toronto Sun (Postmedia Network). 2016-01-26  [2018-07-21]. （原始内容存档于2018-03-27） （美国英语）.
11. ↑  Porter, Rick. . TV by the Numbers. 2016-02-12  [2016-02-12]. （原始内容存档于2016-02-14） （美国英语）.
12. ↑  Porter, Rick. . TV by the Numbers. 2016-02-19  [2016-02-19]. （原始内容存档于2016-02-21） （美国英语）.
13. ↑  Porter, Rick. . TV by the Numbers. 2016-02-26  [2016-02-26]. （原始内容存档于2016-02-27） （美国英语）.
14. ↑  Porter, Rick. . TV by the Numbers. 2016-03-04  [2016-03-04]. （原始内容存档于2016-03-05） （美国英语）.
15. ↑  Porter, Rick. . TV by the Numbers. 2016-03-11  [2016-03-11]. （原始内容存档于2016-03-12） （美国英语）.
16. ↑  Porter, Rick. . TV by the Numbers. 2016-04-01  [2016-04-01]. （原始内容存档于2016-04-01） （美国英语）.
17. ↑  Porter, Rick. . TV by the Numbers. 2016-04-08  [2016-04-08]. （原始内容存档于2016-04-11） （美国英语）.
18. ↑  . Twitter. 2016-04-13  [2016-04-13]. （原始内容存档于2017-06-22） （美国英语）.
19. ↑  Porter, Rick. . TV by the Numbers. 2016-04-15  [2016-04-15]. （原始内容存档于2016-04-16） （美国英语）.
20. ↑  Porter, Rick. . TV by the Numbers. 2016-04-22  [2016-04-22]. （原始内容存档于2016-04-23） （美国英语）.
21. ↑  Porter, Rick. . TV by the Numbers. 2016-04-29  [2016-04-29]. （原始内容存档于2016-05-01） （美国英语）.
22. ↑  Porter, Rick. . TV by the Numbers. 2016-05-06  [2016-05-06]. （原始内容存档于2016-05-07） （美国英语）.
23. ↑  Porter, Rick. . TV by the Numbers. 2016-05-13  [2016-05-13]. （原始内容存档于2016-05-14） （美国英语）.
24. ↑  Porter, Rick. . TV by the Numbers. 2016-05-20  [2016-05-20]. （原始内容存档于2016-05-22） （美国英语）.
25. ↑  Porter, Rick. . TV by the Numbers. 2016-10-14  [2016-10-14]. （原始内容存档于2016-10-17）.
26. ↑  Porter, Rick. . TV by the Numbers. 2016-10-21  [2016-10-21]. （原始内容存档于2016-10-22）.
27. ↑  Porter, Rick. . TV by the Numbers. 2016-10-28  [2016-10-28]. （原始内容存档于2016-10-29）.
28. ↑  Porter, Rick. . TV by the Numbers. 2016-11-04  [2016-11-04]. （原始内容存档于2016-11-05）.
29. ↑  Porter, Rick. . TV by the Numbers. 2016-11-11  [2016-11-11]. （原始内容存档于2016-11-12）.
30. ↑  Porter, Rick. . TV by the Numbers. 2016-11-18  [2016-11-18]. （原始内容存档于2016-11-19）.
31. ↑  Porter, Rick. . TV by the Numbers. 2016-12-05  [2016-12-05]. （原始内容存档于2016-12-05）.
32. ↑  Porter, Rick. . TV by the Numbers. 2016-12-09  [2016-12-09]. （原始内容存档于2016-12-10）.
33. ↑  Porter, Rick. . TV by the Numbers. 2017-01-25  [2017-01-25]. （原始内容存档于2017-01-26）.
34. ↑  Porter, Rick. . TV by the Numbers. 2017-02-01  [2017-02-01]. （原始内容存档于2017-02-02）.
35. ↑  Porter, Rick. . TV by the Numbers. 2017-02-08  [2017-02-08]. （原始内容存档于2017-02-08）.
36. ↑  Porter, Rick. . TV by the Numbers. 2017-02-23  [2017-02-23]. （原始内容存档于2017-02-23）.
37. ↑  Porter, Rick. . TV by the Numbers. 2017-03-08  [2017-03-08]. （原始内容存档于2017-03-09）.
38. ↑  Porter, Rick. . TV by the Numbers. 2017-03-16  [2017-03-16]. （原始内容存档于2017-03-17）.
39. ↑  Porter, Rick. . TV by the Numbers. 2017-03-22  [2017-03-22]. （原始内容存档于2017-03-23）.
40. ↑  Porter, Rick. . TV by the Numbers. 2017-03-29  [2017-03-29]. （原始内容存档于2017-05-18）.
41. ↑  Porter, Rick. . TV by the Numbers. 2017-04-05  [2017-04-05]. （原始内容存档于2017-04-06）.
42. ↑  Porter, Rick. . TV by the Numbers. 2017-10-11  [2017-10-11]. （原始内容存档于2017-10-11）.
43. ↑  Porter, Rick. . TV by the Numbers. 2017-10-18  [2017-10-18]. （原始内容存档于2017-10-18）.
44. ↑  Porter, Rick. . TV by the Numbers. 2017-10-25  [2017-10-25]. （原始内容存档于2017-10-26）.
45. ↑  Porter, Rick. . TV by the Numbers. 2017-11-01  [2017-11-01]. （原始内容存档于2017-11-01）.
46. ↑  Porter, Rick. . TV by the Numbers. 2017-11-08  [2017-11-08]. （原始内容存档于2017-11-09）.
47. ↑  Porter, Rick. . TV by the Numbers. 2017-11-15  [2017-11-15]. （原始内容存档于2017-11-16）.
48. ↑  Porter, Rick. . TV by the Numbers. 2017-11-22  [2017-11-22]. （原始内容存档于2017-11-23）.
49. ↑  Porter, Rick. . TV by the Numbers. 2017-11-30  [2017-11-30]. （原始内容存档于2017-11-30）.
50. ↑  Porter, Rick. . TV by the Numbers. 2017-12-06  [2017-12-06]. （原始内容存档于2017-12-07）.
51. ↑  Porter, Rick. . TV by the Numbers. 2018-02-13  [2018-02-13]. （原始内容存档于2018-02-14）.
52. ↑  Porter, Rick. . TV by the Numbers. 2018-02-21  [2018-02-21]. （原始内容存档于2018-02-22）.
53. ↑  Porter, Rick. . TV by the Numbers. 2018-02-27  [2018-02-27]. （原始内容存档于2018-02-28）.
54. ↑  Porter, Rick. . TV by the Numbers. 2018-03-06  [2018-03-06]. （原始内容存档于2018-03-07）.
55. ↑  Porter, Rick. . TV by the Numbers. 2018-03-13  [2018-03-13]. （原始内容存档于2018-03-13）.
56. ↑  Porter, Rick. . TV by the Numbers. 2018-03-20  [2018-03-20]. （原始内容存档于2018-03-21）.
57. ↑  Porter, Rick. . TV by the Numbers. 2018-03-27  [2018-03-27]. （原始内容存档于2018-03-28）.
58. ↑  Porter, Rick. . TV by the Numbers. 2018-04-03  [2018-04-03]. （原始内容存档于2018-04-04）.
59. ↑  Porter, Rick. . TV by the Numbers. 2018-04-10  [2018-04-10]. （原始内容存档于2018-04-11）.
60. ↑  Welch, Alex. . TV by the Numbers. 2018-10-23  [2018-10-23]. （原始内容存档于2018-10-24）.
61. ↑  Welch, Alex. . TV by the Numbers. 2018-10-30  [2018-10-30]. （原始内容存档于2018-10-31）.
62. ↑  Welch, Alex. . TV by the Numbers. 2018-11-06  [2018-11-06]. （原始内容存档于2018-11-07）.
63. ↑  Welch, Alex. . TV by the Numbers. 2018-11-14  [2018-11-14]. （原始内容存档于2018-11-14）.
64. ↑  Welch, Alex. . TV by the Numbers. 2018-11-20  [2018-11-20]. （原始内容存档于2018-11-21）.
65. ↑  Welch, Alex. . TV by the Numbers. 2018-11-28  [2018-11-28]. （原始内容存档于2018-11-29）.
66. ↑  Welch, Alex. . TV by the Numbers. 2018-12-04  [2018-12-04]. （原始内容存档于2018-12-05）.
67. ↑  Welch, Alex. . TV by the Numbers. 2018-12-11  [2018-12-11]. （原始内容存档于2018-12-12）.
68. ↑  Rejent, Joseph. . TV by the Numbers. 2019-04-02  [2019-04-02]. （原始内容存档于2019-04-02）.
69. ↑  Rejent, Joseph. . TV by the Numbers. 2019-04-09  [2019-04-09]. （原始内容存档于2019-04-10）.
70. ↑  Rejent, Joseph. . TV by the Numbers. 2019-04-16  [2019-04-16]. （原始内容存档于2019-04-16）.
71. ↑  Rejent, Joseph. . TV by the Numbers. 2019-04-23  [2019-04-23]. （原始内容存档于2019-04-23）.
72. ↑  Rejent, Joseph. . TV by the Numbers. 2019-04-30  [2019-04-30]. （原始内容存档于2019-04-30）.
73. ↑  Rejent, Joseph. . TV by the Numbers. 2019-05-07  [2019-05-07]. （原始内容存档于2019-05-07）.
74. ↑  Rejent, Joseph. . TV by the Numbers. 2019-05-14  [2019-05-14]. （原始内容存档于2019-05-14）.
75. ↑  Rejent, Joseph. . TV by the Numbers. 2019-05-21  [2019-05-21]. （原始内容存档于2019-05-21）.
76. ↑  Welch, Alex. . TV by the Numbers. 2020-01-15  [2020-01-15]. （原始内容存档于2020-01-17）.
77. ↑  Welch, Alex. . TV by the Numbers. 2020-01-23  [2020-01-23]. （原始内容存档于2020-01-24）.
78. ↑  Metcalf, Mitch. . Showbuzz Daily. 2020-02-05  [2020-02-06]. （原始内容存档于2020-02-05）.
79. ↑  Metcalf, Mitch. . Showbuzz Daily. 2020-02-12  [2020-11-21]. （原始内容存档于2020-02-12）.
80. ↑  Metcalf, Mitch. . Showbuzz Daily. 2020-02-20  [2020-11-21]. （原始内容存档于2020-02-20）.
81. ↑  Metcalf, Mitch. . Showbuzz Daily. 2020-02-26  [2020-11-21]. （原始内容存档于2020-02-26）.
82. ↑  Metcalf, Mitch. . Showbuzz Daily. 2020-03-11  [2020-11-21]. （原始内容存档于2020-03-14）.
83. ↑  Metcalf, Mitch. . Showbuzz Daily. 2020-03-18  [2020-11-21]. （原始内容存档于2020-03-18）.
84. ↑  Metcalf, Mitch. . Showbuzz Daily. 2020-04-22  [2020-11-21]. （原始内容存档于2020-04-24）.
85. ↑  Metcalf, Mitch. . Showbuzz Daily. 2020-04-29  [2020-11-21]. （原始内容存档于2020-05-03）.
86. ↑  Metcalf, Mitch. . Showbuzz Daily. 2020-05-06  [2020-11-21]. （原始内容存档于2020-05-09）.
87. ↑  Metcalf, Mitch. . Showbuzz Daily. 2020-05-13  [2020-11-21]. （原始内容存档于2020-05-15）.
88. ↑  Metcalf, Mitch. . Showbuzz Daily. 2020-05-20  [2020-11-21]. （原始内容存档于2020-05-21）.
89. ↑  Metcalf, Mitch. . Showbuzz Daily. 2020-05-28  [2020-11-21]. （原始内容存档于2020-05-29）.
90. ↑  Metcalf, Mitch. . Showbuzz Daily. 2020-06-03  [2020-11-21]. （原始内容存档于2020-06-03）.